# 青山麻美
青山 麻美（あおやま あさみ、1976年11月13日 - ）は、日本の女優、モデル、タレント。山形県出身。シュルー所属。

## 来歴・人物
青山学院大学文学部史学科卒業。
2018年以前は今野麻美（こんの あさみ）として活動していた。
身長170cm。
特技は、粘土造形・料理・マッサージ。
教員免許(社会)、調理師免許、愛玩動物飼養管理士の資格を持っている。

## 出演

### 映画
- 「御手洗の事件簿~星籠の海」監督/和泉聖治 ／居比篤子役 (2016)

- ファントムフィルム「神様はバリにいる」監督:李闘士男／祥子の母役 (2015)

- ワーナーブラザーズ「すべては君に逢えたから」監督:本木克英／大川理子役(2013)

- 800LIES PRODUCTION「東京戯曲」監督:平波亘／謎の女コトブキコ役(2013)

- 映画24区「砂をつかんで立ち上がれ」監督:藤澤浩和／鏡優子役 (2013)

- NCW「ヒロミとアサコ」監督:冨樫森／主演:麻子役 (2012)

- NCW「英雄さん」監督:谷口正晃／木村よう子役 (2012)

- NCW「夜と夜の恋人」監督:冨樫森／ケイコ役 (2012)

- Nekome Film「ひげとりぼん」監督:片岡翔／母:葉子役 (2012)

- 東映「深紅」監督:月野木隆／秋葉雅恵役 (2005)

- 日活 東北新社「精霊流し」監督:田中光敏／岡本知美役 (2004)

### テレビ

#### ドラマ
- TBS「天国と地獄〜サイコな2人〜」第7話 千田めぐみ役 (2021)
- テレビ朝日「広域警察8」 沢村加奈子役 (2017)
- フジテレビ「キャリア」第7話 湯沢玉恵役 (2016)
- テレビ朝日「事件救命医2～IMATの奇跡」漆原加奈役 (2014)
- テレビ朝日「私の嫌いな探偵」最終話 森千恵子役 (2014)
- 日本テレビ「斉藤さん2」結城沙奈枝役 レギュラー(2013)
- テレビ朝日「ダブルス～二人の刑事」第4話 増田英子役 (2013)
- フジテレビ「結婚しない」第10話.11話 医師:高柳優子役 (2012)
- TBS「狂った果実」藤本香奈役

### CM・広告
- 資生堂　「専科　まっさらすっぴん篇」CF（2019/8〜）

- 花王 「クリアクリーンネクスデント」CF (2019/8〜）

- 本田技術工業　「Honda N-WGN」カタログ（2019/7〜）

- パナソニック　「マッサージチェア」交通広告（2019/6〜）

- LIXILアイランドキッチン「毎日ぶつけろ、料理愛」（2019/3〜）

- エブリィ（2019/2〜）

- 森永乳業「贅沢三層仕立ての濃厚クリーミーチーズ」（2018/4〜）

- 資生堂「インテグレート　グレイシィ　エレガンスＣＣルージュ」（2018/2〜2019/3）

- 三菱UFJ銀行　ブランド広告「娘は何かを隠している」（2018/4〜2019/4）

- ORANGE THEORY 公式サイトムービー (2017)

- NTT東日本 「いつも一緒に編」CM (2016)

- 小学館「どらゼミ親子日記」公式サイトムービー(2015)

- ライオン「ブライトW」CM (2015)

- 朝日新聞「模試の結果編」 CM (2014)

- 第一三共ヘルスケア「パテックス」CM (2012)

- 天真堂化粧品「エニシングホワイト」CM (2012)

- 愛知ドビー 「Vermicular」 公式サイトムービー (2012)

- 大塚製薬「ファイブミニ」公式サイト (2011)

- 永谷園「オルニチンサプリメント」CM (2011)

- マツダ「デミオ」CM (2011)

- 東芝「ママゴコロ家電」CM (2011)

- タマホーム「外観の魅力編」 CM (2011)

- 第一三共ヘルスケア「マキロンかゆみ止めP」CM (2011)

- ダイアナ「実感キャンペーン」CM (2011)

- 全日空「ビジネスクラス体験」公式サイトムービー (2011)
- テレビ朝日「映画精霊流し特集番組」ナレーション